# ستاره سیاه (ترانه)
«ستاره سیاه» (انگلیسی: Blackstar؛ سبک‌دهی‌شده به نام «★») ترانه‌ای از موسیقی‌دان انگلیسی دیوید بویی است. این ترانه در ۱۹ نوامبر ۲۰۱۵ به عنوان تک‌آهنگ آغازین بیست و پنجمین و آخرین آلبوم استودیویی بویی با همین عنوان منتشر شد. «ستاره سیاه» با قرار گرفتن در رتبهٔ ۶۱ جدول تک‌آهنگ‌های بریتانیا، ۷۰ جدول تک‌آهنگ‌های فرانسه و ۷۸ در بیلبورد هات ۱۰۰ به بالاترین جایگاه خود رسید. این ترانه در پنجاه و نهمین مراسم جایزه گرمی هر دو جایزهٔ بهترین ترانهٔ راک و بهترین اجرای راک را دریافت کرد.